# Маисса Бей
Маисса Бей (фр. Maïssa Bey) — настоящее имя Самиа Бенамёр — родилась в 1950 году в Ксар-Эль-Бухари (Алжир), писательница, поэтесса, деятель в области культуры и прав женщин.

## Биография
Самиа Бенамёр родилась в 1950 году в Кзар Эль Бухари, небольшом городе в Алжире. Ее отец учитель, мать без профессии, однако, в отличие от почти всех алжирских женщин, у её матери в то время был диплом, свидетельствующий о начальном образовании, и она очень любила читать. Но, как почти все молодые девушки, её мама, достигнув определенного возраста, была вынуждена уйти из школы по воле отца, что принесло ей большое разочарование. Она прекрасно говорила по-французски. Дед Маиссы Бей по отцовской линии был землевладельцем, он говорил и читал только по-арабски, и у него было две жены. Её дед по материнской линии был Кади (нотариус). Он учился в медресе(мусульманской школе), а затем изучал право на арабском и французском языках. При этом он был поэтом. Он писал стихи, которые сам переводил, с арабского на французский и наоборот. Её бабушка по материнской линии умерла при родах, поэтому она её не знала. И её дед женился на другой, которая оставила большой отпечаток на воспитании матери Маиссы Бей и ее сестёр.
Когда родители Маиссы Бей поженились, у них появилась квартира при школе, где они жили. В отличие от её кузин, они жили другим образом жизни. Её кузины играли на ферме, ходили босиком, играли с камышовыми куклами, а у Маиссы были настоящие куклы, комната и она ходила в школу.
Когда её отец умер к ним пришли с просьбой покинуть дом, так как это было служебное помещение. И они уехали жить в Тенес, к её деду по материнской линии.
У неё были наилучшие результаты в лицее Фромантин (Lycée Fromentin). Это лицей в Алжире, куда допускались только дочери поселенцев и несколько алжирских женщин. Она была стипендиатом, сразу же принятым в лицей Фромантин, который после обретения независимости оставался французским лицеем и где она продолжала учиться до получения степени бакалавра.
Маисса Бей получила степень магистра филологии. В Сиди-Бель-Аббес, мать четверых детей, она вела свою трудовую жизнь (учитель французского языка) и свою писательскую карьеру и культурную жизнь своей страны. Сегодня она в основном занимается писательством (романы, эссе, рассказы, пьесы…).

## Творческая деятельность
Первый роман Маиссы Бей (1996 г., «Au commencement était la mer»), трагическая история молодой алжирской девушки, признанной виновной в попытке следовать своей мечте в обществе, где царит жестокость фундаменталистов, сразу же получил признание во Франции.
В то время как ее роман «Bleu, blanc, vert» посвящен конфликтам послевоенного алжирского поколения (1962-92) с традициями и современностью, роман «Entendez-vous dans les montagnes», также адаптированный для сцены, затрагивает проблемы. вины и ответственности.
В основе ее сборника новелл «Sous le jasmin la nuit» — бесправные и безголосые женщины. Она указывает пальцем на противоречия мусульманского общества, в котором доминируют мужчины, затрагивает «non-dits» и сталкивается с теми словами, о которых думают, но никогда не произносят.
Майсса Бей была удостоена множества наград во Франции и Алжире, а также премии Cybèle за роман «Surtout ne te retourne pas». Ее рассказ «Преодоление дня» опубликован на немецком языке. В настоящее время автор работает над романом о недавнем прошлом Алжира. Сейчас Майсса Бей живет и работает в Сиди-Бель-Аббес, в Алжире.
Маисса Бей возглавляет культурную ассоциацию женщин Алжира «Слово и письмо», созданную в 2000 году, цель которой открыть пространства для культурного самовыражения (создание библиотеки в 2005 году, организация встреч с авторами, мастер-классы по письму, чтение сказок, различные мероприятия для детей).

## Феминизм в работах Маиссы Бей
Женское писательство — недавний феномен, где авторы выражают свои желания высказаться и выпустить из себя свои идеи и свои внутренние страдания, желание освободиться от социальной изоляции и кричать о существовании, часто маргинализированном различием между полами. Ассия Джебар, Малика Мокедем, Лейла Себбар, Майсса Бей, Нина Бурауи — одни из самых известных писательниц этого направления.
Маисса Бей — одна из фигур феминистского писательского движения, которая интересовалась положением алжирских женщин после мрачных лет в Алжире. Она воплощает социальную женскую природу в своих произведениях, где она побуждает женщин путём писем отстаивать свои права и брать на себя ответственность в патриархальном обществе. Эта писательница считается одной из представительниц алжирских женщин, потому что они нашли в её пере слова, в котором описывается их состояние и их притеснение.
Маисса Бей иллюстрирует в своих работах персонажей (часто женщин), которые живут в сложной ситуации и находятся в условиях насилия, несправедливости и подчинения, где бунт жестоко подавляется. Женщины оказались жертвами этих условий и объективных ограничений повседневной жизни в Алжире. Писательница показывает реальность и доносит до читателя (вопреки себе) через свои тексты реальность, где она борется с собой как женщина, прежде чем она стала писательницей.
Её роман «Эта девушка» был адаптирован в театре феминисткой и театральным режиссёром Жоселин Кармикаэль в 2003 году.
Она сказала в интервью: «Для меня всё происходило так, словно внезапное молчание было равносильно тому, что нам пришлось пережить. И слова были и остаются навсегда — спасительными в том значении, что они помогли навести порядок в хаосе, с которым мы сталкиваемся ежедневно».